# Châlons-sur-Vesle
Châlons-sur-Vesle è un comune francese di 170 abitanti situato nel dipartimento della Marna nella regione del Grand Est.

## Società

### Evoluzione demografica
Abitanti censiti